# Njuktjajaure (Jokkmokks socken, Lappland, 740736-170507)
Njuktjajaure är en sjö i Jokkmokks kommun i Lappland och ingår i Luleälvens huvudavrinningsområde. Njuktjajaure ligger i Kaltisbäcken Natura 2000-område.